# Laway (Band)
Laway ist eine in wechselnder Besetzung seit 1979 aktive Folk-Formation, die sich vor allem um die plattdeutsche Mundart verdient gemacht hat. Einen größeren Bekanntheitsgrad hat sie dadurch erlangt, dass sie seit 1996 die Musik zu den Störtebeker-Freilichtspielen in Marienhafe schreibt und bei den Aufführungen live darbietet. 

## Bandgeschichte
Der Name Laway geht auf die Streiks der Deicharbeiter an der Nordsee im 18. und 19. Jahrhundert zurück und bedeutet im plattdeutschen „Krach“. 1979 wurde Laway von Gerd „Ballou“ Brandt (* 1954 in Holtermoor) und Wolfgang Höfer in Jever gegründet. Zu den weiteren Bandmitgliedern gehörten damals noch Holger Kaiser (später: Ballermann) und Peter Voltin.
1982 erschien ihre erste LP Laat jo nich unnerkriegen, die 1983 mit dem Preis der Deutschen Schallplattenkritik ausgezeichnet wurde. Das Cover des Albums wurde in Handarbeit erstellt, ein Foto wurde auf die Hülle geklebt, und ein DIN-A4-Songbook wurde beigefügt. 1985 wurde die Folkband auf dem Festival „Menschen und Meer“ als Preisträger ausgezeichnet und vertrat 1990 den NDR beim EBU-Folk-Festival. Die Band tourte im Anschluss an das Album in der Bundesrepublik Deutschland und im benachbarten Ausland. Eine Diashow unterstützte die visuelle Präsenz der Band und sorgte dafür, dass die Texte der Band besser verstanden wurden.
Von 1990 bis 1996 lag die Band auf Eis. Gerd Brandt gründete das Label ARTyCHOKE, das neben Folkmusik auch Kirchenmusik und Songwriter verlegt.
Seit 1996 existiert eine recht stabile Besetzung um Brandt, Petra Fuchs und Jörg Fröse, die bis heute neun Alben veröffentlicht hat. Dazu gehören fünf Alben mit dem Soundtrack der Störtebeker-Freilichtspiele. 2002, 2005 und 2008 spielte die Band dort live vor etwa 24.000 Zuschauern.
2002 war Laway Gast der Jubiläumssendung Talk op Platt auf N3. In der Folgezeit trat die Band mehrmals in dieser Talkshow auf. Sie konnte sich im Anschluss im bundesweit ausgestrahlten TV platzieren und trat im ZDF auf. 2003 wurde die Gruppe mit dem Bad Bevensen-Preis ausgezeichnet, der oft der „plattdeutsche Grammy“ genannt wird. 2006 steuerte Laway zum Freilichttheaterstück Dusend Dalers, das 2006 in Oldersum aufgeführt wurde, die Musik bei und führte sie live zu den Vorstellungen auf. Im Juni 2009 war Laway an der Produktion „Törf un Strom“ an der Freilichtbühne Wiesmoor beteiligt. Im Juli/August 2010 hat Laway die musikalische Gestaltung der Freilichtrevue „Barkhahn un Blitz (Birkhahn und Blitz)“ inne.

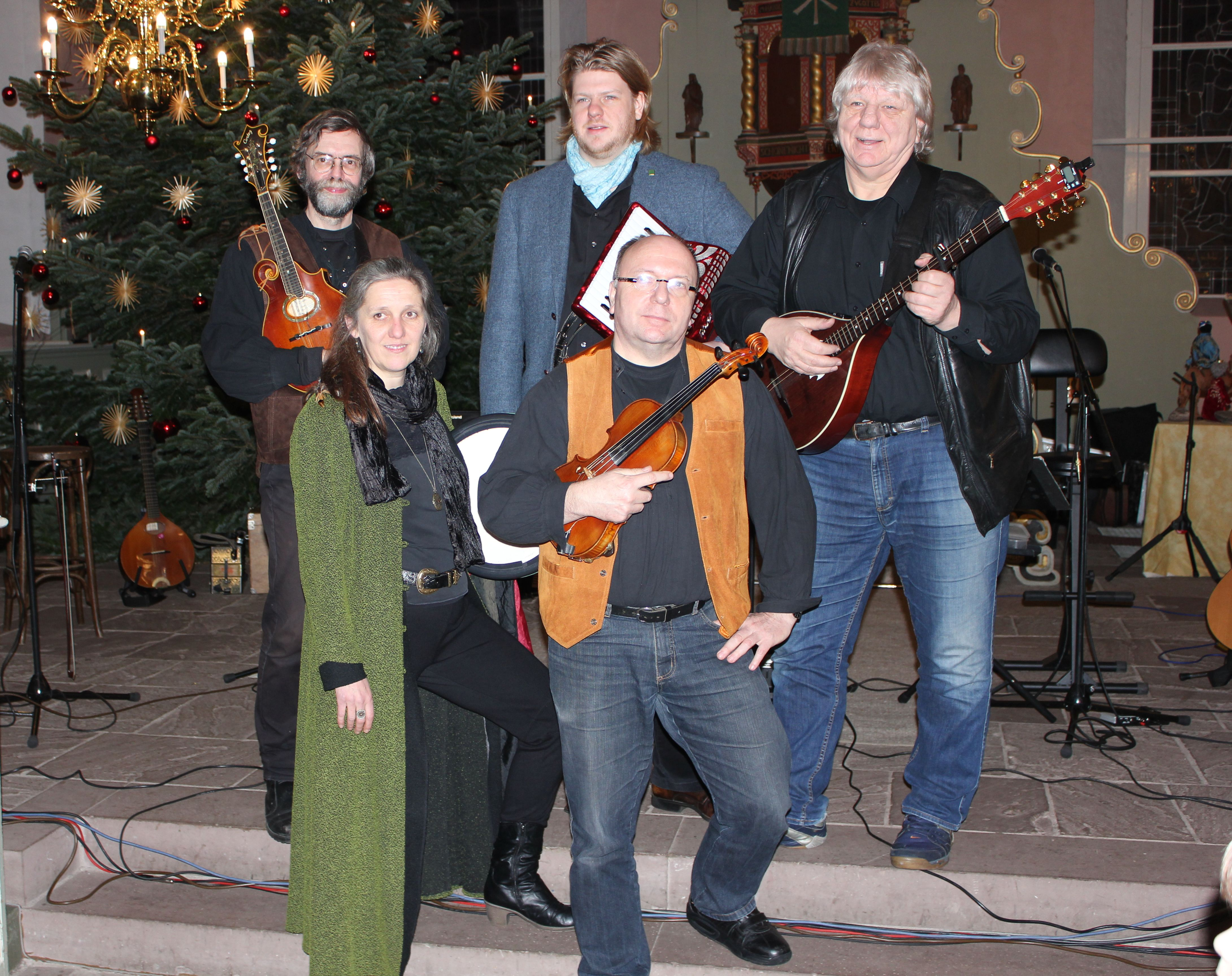
Laway 2012 in Wittmund (vorne von links Petra Fuchs, Tilo Helfensteller, hinten von links: Jörg Fröse, Keno Brandt, Gerd „Ballou“ Brandt)

## Musikstil
Die ost-friesische Gruppe spielt hauptsächlich moderne Folk-Musik mit meist plattdeutschen Texten. Dabei bedienen sich die Musiker aus dem traditionellen Volkslied-Fundus, schreiben aber auch neue Lieder. Zum Repertoire gehört auch traditionelle Volkstanzmusik. Die Texte behandeln vor allem die Themen Küste und das Leben der Menschen am und auf dem Meer. Die Lieder behandeln neben den üblichen, eher historischen Themen wie Klaus Störtebeker und Seefahrt aktuelle Umweltthemen wie Windenergie und Ölverschmutzung. Des Weiteren entwickelt sich der Musikstil mit der Besetzung Gruppe. Die Platten „Freje Wind“ und „Hartleed“ sind zum Beispiel stark vom Dudelsackspiel Herbert Bartmanns geprägt.

## Diskografie
- Laat jo nich unnerkriegen (1983)
- För´t lieke Deel (1996, Störtebeker 1)
- Windgesang (1997, mit Jan Cornelius)
- Wattenseeland (1998, mit verschiedenen Künstlern)
- Een för all un all för een  (1999, Störtebeker 2)
- Winterleed (2001)
- Gold, Füür un Isen (2002, Störtebeker 3)
- Freje Wind (2005, Störtebeker 4)
- Haartleed (2006, Musik zu „Dusend Dalers“)
- Seils ut Sülver (2008, Störtebeker 5)
- Brood un Rosen (2009)

## Preise
- Preis der Deutschen Schallplattenkritik (1983)
- Preisträger des Festivals „Menschen und Meer“ (1985)
- Bad Bevensen-Preis (2003)